# Scellino tanzaniano
Lo scellino tanzaniano (Swahili, shilingi, inglese: shilling) è la valuta della Tanzania, anche se il dollaro statunitense è ampiamente accettato. Lo scellino è suddiviso in 100 senti (cent in inglese).
Lo scellino tanzaniano ha sostituito lo scellino dell'Africa orientale nel 1966 alla pari.
In passato, nell'Africa Orientale sono state usate le seguenti monete: fiorino dell'Africa orientale, rupia dell'Africa orientale, rupia di Zanzibar, riyal di Zanzibar e rupia dell'Africa orientale tedesca.

## Simbolo
Il valore dello shilingi tanzaniano è scritto nella forma di x/y, dove x è la quantità di shilingi, mentre y di senti. Un segno di uguale (=) o un tratto d'unione sostituisce il valore zero. Per esempio, 50 senti è scritto "=/50" o "-/50", mentre 100 shilingi è scritto "100/=" o "100/-".

## Monete
Nel 1966 furono introdotte monete da 5, 20 e 50 senti e da 1 shilingi; la moneta da 5 senti era coniata in bronzo, quella da 20 senti in nichel-ottone e quelle da 50 senti e da 1 shilingi in cupro-nichel. Monete in cupro-nichel da 5 shilingi furono introdotte nel 1972, seguite da quelle in nichel-ottone da 10 senti con il bordo ondulate nel 1977. Nel 1987 l'acciaio rivestito da nichel sostituì il cupro-nichel nelle monete da 50 senti e da 1 shilingi e furono introdotte monete in cupro-nichel da 5 e da 10 shilingi; quella da 5 shilingi era di forma ottagonale. Nel 1990 furono introdotte le monete in acciaio rivestito da nichel da 5, 10 e 20 shilingi, seguite da monete di ottone da 100 shilingi nel 1994, da 50 shilingi il 1996 e da 200 shilingi il 1998.
Le monete attualmente in circolazione sono quelle da 50, 100, 200 e 500 shilingi.

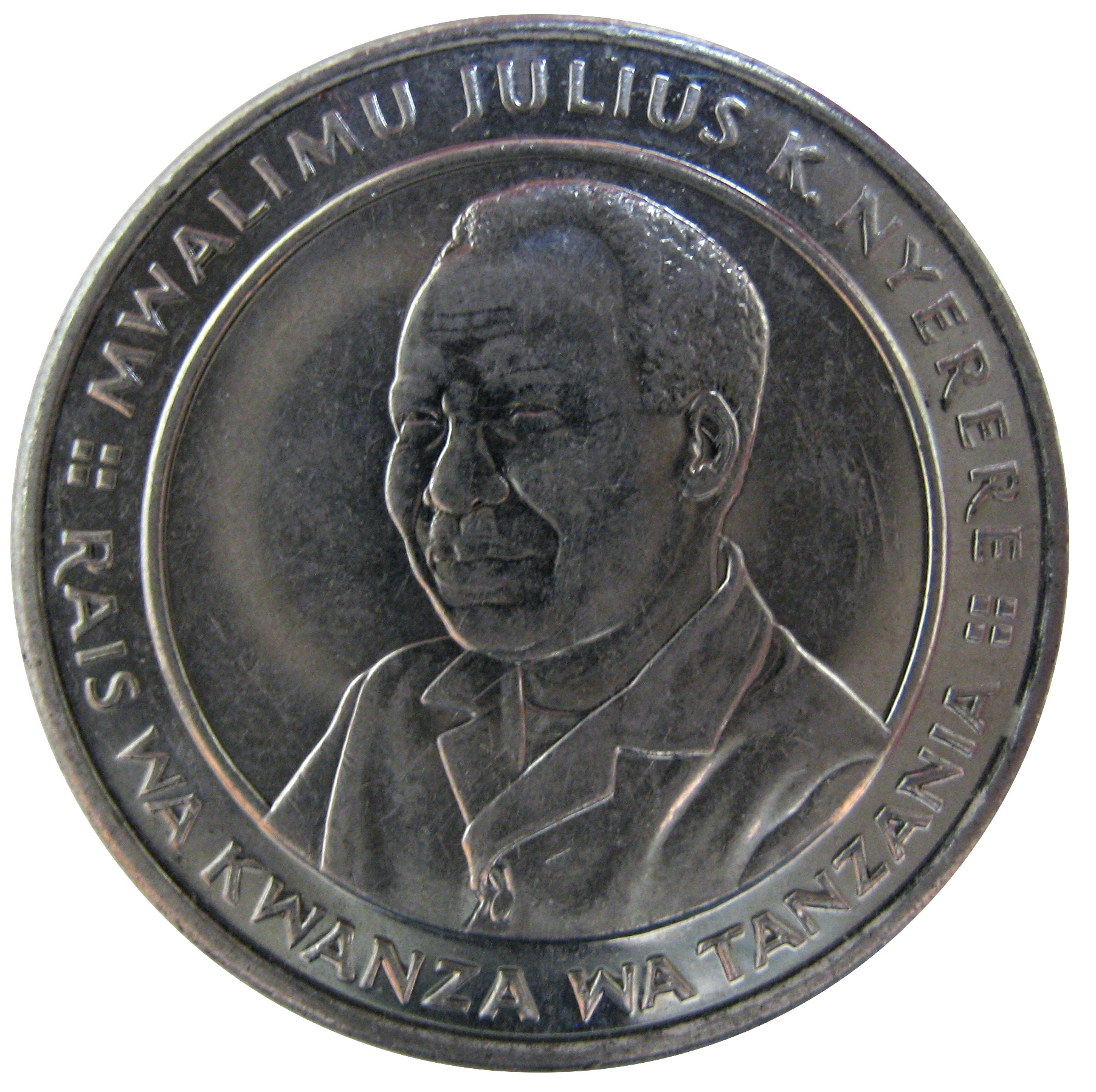
10 shilingi con ritratto di Julius Nyerere

## Banconote
Nel 1966 la Benki Ku Yaa Tanzania (Bank of Tanzania) introdusse banconote da 5, 10, 20 e 100 shilingi (nella prima serie era anche scritto shilling). La banconota da 5 shilingi fu sostituita da una moneta nel 1972. La banconota da 50 shilingi è stata introdotta nel 1985, seguita da quelle da 200 shilingi il 1986, da 500 shilingi il 1989 e da 1000 shilingi il 1990. Le banconote da 10, 20, 50 e 100 shilingi sono state sostituite da monete rispettivamente nel 1987, 1990, 1996 e 1994. Le banconote da 5000 e 10.000 shilingi sono state introdotte nel 1995, seguite da quella da 2000 shilingi nel 2003.
Le banconote attualmente in circolazione sono quelle da 500, 1000, 2000, 5000 e 10000 shilingi.
Nel 2011 è stata inserita una nuova serie con gli stessi valori.
| Serie 2003 Archiviato il 17 dicembre 2007 in Internet Archive. | Serie 2003 Archiviato il 17 dicembre 2007 in Internet Archive. | Serie 2003 Archiviato il 17 dicembre 2007 in Internet Archive. | Serie 2003 Archiviato il 17 dicembre 2007 in Internet Archive. | Serie 2003 Archiviato il 17 dicembre 2007 in Internet Archive. | Serie 2003 Archiviato il 17 dicembre 2007 in Internet Archive. | Serie 2003 Archiviato il 17 dicembre 2007 in Internet Archive.  | Serie 2003 Archiviato il 17 dicembre 2007 in Internet Archive. | Serie 2003 Archiviato il 17 dicembre 2007 in Internet Archive. |
| Immagine | Immagine                                                       | Valore                                                         | Dimensioni                                                     | Colore principale                                              | Descrizione                                                    | Descrizione                                                     | Descrizione                                                    | Data di emissione                                              |
| Fronte | Verso                                                          | Valore                                                         | Dimensioni                                                     | Colore principale                                              | Fronte                                                         | Verso                                                           | Filigrana                                                      | Data di emissione                                              |
| --- | -------------------------------------------------------------- | -------------------------------------------------------------- | -------------------------------------------------------------- | -------------------------------------------------------------- | -------------------------------------------------------------- | --------------------------------------------------------------- | -------------------------------------------------------------- | -------------------------------------------------------------- |
| |                                                                | 500/=                                                          | 130 × 63 mm                                                    | Verde                                                          | Bufalo nero                                                    | Nkrumah Hall, Università di Dar es Salaam                       | Giraffa                                                        | 2003                                                           |
| |                                                                | 1000/=                                                         | 135 × 66 mm                                                    | Blu-violetto                                                   | Julius Nyerere                                                 | Palazzo del Parlamento, Dar es Salaam                           | Giraffa                                                        | 2003                                                           |
| |                                                                | 2000/=                                                         | 140 × 69 mm                                                    | Arancio-marrone                                                | Leone, Kilimanjaro                                             | Il Forte vecchio di Stone Town                                  | Giraffa                                                        | 2003                                                           |
| |                                                                | 5000/=                                                         | 145 × 72 mm                                                    | Viola                                                          | Rinoceronte nero                                               | Palazzo delle Meraviglie di Stone Town e Miniera d'oro di Geita | Giraffa                                                        | 2003                                                           |
| |                                                                | 10 000/=                                                       | 150 × 75 mm                                                    | Rosso                                                          | Elefante                                                       | Sede centrale della Banca di Tanzania                           | Giraffa                                                        | 2003                                                           |
| Queste immagini sono scalate a 0,7 pixel per millimetro, uno standard di Wikipedia per le banconote mondiali. Per altre informazioni vedi tabella con le specifiche delle banconote. |                                                                |                                                                |                                                                |                                                                |                                                                |                                                                 |                                                                |                                                                |